# Stefan Stefanović
Stefan Stefanović, né le 6 mai 1994 à Čačak, est un coureur cycliste serbe.

## Palmarès
- 2010
  -  Champion de Serbie sur route cadets
  -  Champion de Serbie de cyclo-cross cadets
  - 2e du championnat de Serbie du contre-la-montre cadets
- 2012
  - 2e du championnat de Serbie du contre-la-montre juniors
  - 3e du championnat de Serbie sur route juniors
- 2013
  - 5e étape du Tour d'Albanie
  - 3e du Tour of Vojvodina
- 2014
  -  Champion de Serbie du critérium
  - 2e du Tour of Vojvodina
  -  Médaillé d'argent du championnat des Balkans sur route
- 2015
  -  Champion de Serbie du critérium
  - 3e du Grand Prix de Sarajevo
  - 3e du championnat de Serbie sur route espoirs
- 2016
  - 3e du championnat de Serbie du contre-la-montre
- 2017
  - 2e du championnat de Serbie du contre-la-montre
- 2018
  -  Champion de Serbie du critérium
  -  Médaillé de bronze du championnat des Balkans sur route
- 2019
  - 2e du championnat de Serbie du critérium
  - 3e du championnat de Serbie de la montagne
- 2020
  - 2e du championnat de Serbie sur route
- 2021
  -  Champion de Serbie du critérium
  -  Champion de Serbie de la montagne
  - 2e du championnat de Serbie sur route

## Classements mondiaux
| Année                                 | 2013  | 2014  | 2015 | 2016  | 2017  | 2018  | 2019  | 2020 | 2021  |
| ------------------------------------- | ----- | ----- | ---- | ----- | ----- | ----- | ----- | ---- | ----- |
| Classement mondial                    |       |       |      | 1406e | 2115e | 1985e | 2399e | 907e | 1190e |
| UCI Europe Tour                       | 1102e | 1111e | 519e | 947e  | 1366e | 1324e | 1533e | 717e | 878e  |
|                                       |       |       |      |       |       |       |       |      |       |
| Légende : nc = non classéSource : UCI |       |       |      |       |       |       |       |      |       |